# P.11 (航空機)
 PZL P.11
ポーランド・クラクフで展示されるP.11c
- 用途：戦闘機
- 分類：戦闘機、攻撃機
- 設計者：ズィグムント・プワフスキ
- 製造者： PZL社
- 運用者：
  -  ポーランド空軍
  -  ハンガリー空軍
  -  ルーマニア空軍
  -  赤色空軍
- 初飛行：1931年
- 運用開始：1933年
- 運用状況：退役

P.11（ポーランド語:P.11ペ・イェデナーシチェ）は、ポーランドの航空機メーカーPZL（Państwowe Zakłady Lotnicze:国立航空機工場）で開発された戦闘機である。

## 概要

### プワフスキ
1926年にワルシャワ技術大学を卒業したポーランドの航空機設計者ズィグムント・プワフスキ（Zygmunt Puławski）は、1929年にP.1を開発した。これは、当時としては非常に先進的であった全金属製の機体構造を持った単葉戦闘機で、主翼は特徴的な「ガル翼」を採用していた。主翼を高い位置に設置したために、操縦士は良好な視界を得られた。この発展型となるP.6は、新しいジュピターVI FM空冷星型エンジンを搭載して翌1930年に完成された。これらの機体は世界的な注目を浴びることとなった。世界の多くの国は、旧来の混合構造の複葉戦闘機を使用していた。プワフスキの開発した新しい単葉主翼構造は、彼の姓をとって「プワフスキ翼」あるいは「ポーランド翼」と呼ばれるようになった。プワフスキは、さらなる改良型でジュピターVII Fエンジンを搭載するP.7を開発した。これは150機がポーランド空軍に採用された。

### P.11a
その後、プワフスキはさらにP.7の改良作業を進めた。新しい機体はより大型高出力のエンジンを搭載し、P.11と命名された。P.11は1931年に初飛行したが、不幸なことにプワフスキは航空事故のためその前に死去してしまった。P.11の試作機ではいくつかの型のエンジンが搭載試験されたが、最初の実用型となったP.11aには、575 馬力のマーキュリーIV S2空冷エンジン1 基が搭載されていた。このエンジンは、もともとイギリスのブリストル社製のものであったが、ポーランドでライセンス生産されたものが搭載された。ルーマニア空軍は、P.11aは1933年から配備が始められ、翌1934年までに発注された30機がポーランド空軍へ納入された。515馬力のノーム・ローヌ9Krsd空冷エンジンを搭載するP.11aを50機調達することを契約した。

### P.11b
最初の量産型派生型となったP.11b-Kは、1934年にルーマニア空軍へ最初の10機が納入されたが、この機体はいくつかの重要な装置を欠いており、そのため十分な能力を持った機体とは言えなかった。次の派生型P.11b-Lも、同様に不満足な出来であった。

### P.11c
ポーランド空軍向けの最終発展型となったP.11cは、新しい機体構造をもって完成された。エンジン取り付け位置は従来よりやや下がった位置に変更され、これによって操縦士の前下方視界が改善された。胴体両脇には2 門の機関銃が取り付けられ、エンジンは最初の50機には600 馬力のマーキュリーV S2、残りの機体には630 馬力のマーキュリーVI S2が搭載された。
P.11cは、1934年夏機体の完成後すぐに発注を受けた。生産は1936年までの間に月25機のペースで行われ、最終的に175機が製造された。1935年からポーランド空軍での部隊配備が開始された。
ルーマニアでは、P.11cに強い関心を抱き同国のIAR社でライセンス生産を行うことを決定した。1936年から70機が生産され、これらの機体は610 馬力の9Krseエンジンを搭載しP.11fと呼称された。ルーマニアはプワフスキの戦闘機を気に入り、続いてP.24もライセンス生産を行った。また、国産戦闘機IAR-80やIAR-81もP.24の発展型であった。

### P.11e
その後、P.11はさらなる発注を得ようとミラノやストックホルムの航空ショーに展示されたが、発注は一件しか受けられなかった。スペイン共和国は、初め36機の、のちには15機のP.11eを購入する方針を示した。1935年10月12日、契約は締結された。しかし、スペイン内戦が勃発すると、フランスの暴動とポーランド政府の不介入の方針決定によりこの契約は破棄された。

### P.50
当初いくつかの国が関心を示したものの、結局P.11はそれ以上の発注を受けることはできなかった。ブルガリアやギリシャ、トルコは、発展型のP.24を導入した。
P.11は、1934年に実戦運用が開始された頃にはまぎれもなく世界で最も先進的な戦闘機であったが、当時の航空技術の発展速度は極めて速く、ドイツがポーランドに攻め入った1939年時にはすでに旧式化してしまっていた。当時ポーランド軍には185機のP.11が配備されていた。ポーランドでは、1939年5月に新しい設計の戦闘機となるP.50ヤシュチュションプ（Jastrząb）の設計に着手した。これは引き込み式脚と密閉式操縦席を備えたより近代的な単葉機で、P.11の後継機として期待された。しかし、その特性はポーランド空軍首脳部の関心を得られず、開発は中止された。結局、再びP.11の改良作業が続けられることとなった。

### P.11g
P.11の最終的な派生型となったP.11gコブス（Kobuz）は、より強力な840 馬力のエンジン、マーキュリーVIIIを搭載した。このエンジンは、もとはP.50のために用意されたものであった。エンジンは1936年に製作されていたが、400 km/h程度の最高速度しか発揮できないものであった。これは、すでに時代に取り残された性能であった。P.11gは輸出型のP.24のような密閉式の操縦席を備え、ボンネットとエンジン排気管は新しいエンジンのために設計しなおされていた。その他の部分は、P.11cと同様のものであった。P.11gは、420 km/hの最高速度を発揮する戦闘機となることが予定された。
1939年の時点で、この機体は当然ながら古めかしい印象を与えるものであった。しかし、ポーランド空軍は30機ずつの3シリーズ、合計90機を発注し、1940年から引渡しが開始されることとなった。試作機のみが1939年夏の盛りに完成し、試験に入った。しかし、試作機は390 km/hの速度を超えることはできなかった。しかし、時代の流れに迫られたP.11gは実戦配備へ向かって試験が急がれ、結局は量産化の発注を受けた。
ドイツのポーランド侵攻以後、P.11gの試験は後送された。いくつかの飛行場を転々としている内、P.11gはコーヴェリ近郊の飛行場で防空軍の一部に組み込まれることとなった。そして、9月14日から9月15日にはシチェスヌィ中尉はP.11gで敵機の迎撃を行い、2 機のドイツ爆撃機を撃墜した。しかし、その飛行場においてドイツ軍はP.11gをも焼却してしまった。

### 実戦
ポーランド国内に配備されていたP.11bとP.11cは、防空戦闘機としてドイツ空軍相手に戦ったが、数の上でも性能上も不利であり、結局は隣国のルーマニアへ逃れるのが精一杯であった。
一方、ルーマニア空軍のP.11は、枢軸国軍の一員としてソ連領内へ進攻した。それらは主にウクライナ戦線と白ロシア戦線で使用され、R-5偵察機を撃墜し、I-16戦闘機やSB爆撃機に対し損傷を与えた。ウクライナのチェルニウツィーにはP.11aとP.11cの基地が置かれ、これらは、攻撃機としてリヴィウやヴォロディームィル＝ヴォルィーンシクィイなどの赤軍航空基地への攻撃に使用された。のちには、より高性能な対地攻撃機であるP.24やIAR-81などが代わって使用されるようになった。
ウクライナやベラルーシで鹵獲されたP.11は、他機種同様に赤軍によって試験運用された。また、ルーマニアに避難した機体はそれぞれの国で軍に組み込まれ運用された。
ハンガリーでは、ブダペスト技術大学でグライダー牽引用にP.11aを使用していたが、のちには軍用の練習機として使用された。機体は、少なくともハンガリー軍が赤軍の一員となった1944年秋の時点ではまだ使用されていたようである。

## 運用国
ポーランド
空軍
 ハンガリー王国
空軍
 ルーマニア王国
空軍
 ソ連
空軍

## スペック

PZL P.11c

### P.11c
- 種別：戦闘機
- 翼幅：10.72 m
- 全長：7.55 m
- 全高：2.85 m
- 翼面積：17.9 m2
- 空虚重量：1147 kg
- 離陸重量：1650 kg
- 発動機：マーキュリーIV S2（Mercury IV S2）または マーキュリーVI（Mercury VI）空冷エンジン x1
- 出力：630 馬力
- 最高速度：375 km/h
- 航続距離：550 km
- 飛行上限高度：8000 m
- 上昇力：12.4 m/s
- 乗員：1 名
- 武装：7.92 mm機銃 x2 - 4、50 kg爆弾